# Liste von Helden der Sowjetunion
In der Liste von Helden der Sowjetunion sind Personen aufgeführt, die ein- oder mehrfach die Auszeichnung Held der Sowjetunion verliehen bekommen haben. Die Liste soll – soweit verfügbar – das Datum bzw. die Daten der Verleihung enthalten und der wievielte Preisträger es in dieser Kategorie war. Die Liste ist sortierbar, aber bei insgesamt etwa 12.000 Ehrungen von 1934 bis 1991 nicht vollständig.
| Namen                                                             | Nationalität (nach Geburtsort) | Geburts- jahr | Todes- jahr | Bezeichnung | Verleihungs- datum 1      | Verleihungs- datum 2    | Verleihungs- datum 3  | Verleihungs- datum 4  | Anmerkung |
| ----------------------------------------------------------------- | ------------------------------ | ------------- | ----------- | --- | ------------------------- | ----------------------- | --------------------- | --------------------- | --- |
| Leonid Iljitsch Breschnew                                         | Russe (Ukrainer)               | 1906          | 1982        | Parteichef der KPdSU | 18. Dez. 1966 (Nr. 11230) | 18. Dez. 1976 (Nr. 97)  | 19. Dez. 1978 (Nr. 5) | 18. Dez. 1981 (Nr. 2) | |
| Georgi Konstantinowitsch Schukow                                  | Russe                          | 1896          | 1974        | Marschall der Sowjetunion, Generalstabschef der Roten Armee, Verteidigungsminister der Sowjetunion                                                                        | 29. Aug. 1939 (Nr. 435)   | 29. Juli 1944 (Nr. 22)  | 1. Juni 1945 (Nr. 2)  | 1. Dez. 1956 (Nr. 1)  | |
| Semjon Michailowitsch Budjonny                                    | Russe                          | 1883          | 1973        | Marschall der Sowjetunion, Organisator der Roten Armee | 1. Feb. 1958 (Nr. 10827)  | 24. Apr. 1963 (Nr. 45)  | 22. Feb. 1968 (Nr. 4) |                       | |
| Iwan Nikitowitsch Koschedub                                       | Russe (Ukrainer)               | 1920          | 1991        | Jagdflieger, Marschall der Flieger | 4. Feb. 1944 (Nr. 1472)   | 19. Aug. 1944 (Nr. 36)  | 18. Aug. 1945 (Nr. 3) |                       | 62 Luftsiege bei 120 Luftkämpfen in 330 Einsätzen im Zweiten Weltkrieg |
| Alexander Iwanowitsch Pokryschkin                                 | Russe                          | 1913          | 1985        | Jagdflieger, Marschall der Flieger | 24. Mai 1943 (Nr. 993)    | 24. Aug. 1943 (Nr. 10)  | 19. Aug. 1944 (Nr. 1) |                       | 59 Luftsiege bei 156 Luftkämpfen in 600 Einsätzen im Zweiten Weltkrieg |
| Wladimir Awramowitsch Aleksenko                                   | Russe                          | 1923          | 1995        | Schlachtflieger, Generalleutnant | 19. Apr. 1945             | 29. Juni 1945           |                       |                       | 292 Einsätze im Zweiten Weltkrieg |
| Alexej Wassiljewitsch Aleljuchin                                  | Russe                          | 1920          | 1990        | Jagdflieger, Generalmajor | 24. Aug. 1943             | 1. Nov. 1943            |                       |                       | 40 Luftsiege (+ an 17 beteiligt) in 601 Einsätzen im Zweiten Weltkrieg |
| Alexander Pawlowitsch Alexandrow                                  | Russe                          | 1943          |             | Kosmonaut (2 Einsätze (1983, 1987)) | 23. Nov. 1983             | 29. Dez. 1987 (Nr. 127) |                       |                       | insgesamt 309 Tage im Weltraum, davon 149 auf der Raumstation Saljut 7 und 160 auf der Mir |
| Sultan Amet-Chan                                                  | Tatar                          | 1920          | 1971        | Jagdflieger, Testpilot, Oberstleutnant | 24. Aug. 1943             | 29. Juni 1945           |                       |                       | 30 Luftsiege (+ an 19 beteiligt) in 603 Einsätzen im Zweiten Weltkrieg |
| Wassili Iwanowitsch Andrianow                                     | Russe                          | 1920          | ?           | Schlachtflieger, Generalmajor | 1. Juli 1944              | 27. Juni 1945           |                       |                       | 6 Luftsiege in 177 Einsätzen im Zweiten Weltkrieg |
| Wladimir Wiktorowitsch Aksjonow                                   | Russe                          | 1935          | 2024        | Kosmonaut (2 Einsätze (1976, 1980)) | 28. Sep. 1976 (Nr. 11278) | 16. Juni 1980           |                       |                       | insgesamt 11 Tage im Weltraum (Sojus 22, Sojus T-2) |
| Howhannes Baghramjan (russisch: Iwan Christoforowitsch Bagramjan) | Armenier                       | 1897          | 1982        | Marschall der Sowjetunion, stellvertretender Verteidigungsminister | 29. Juli 1944 (Nr. 3831)  | 1. Dez. 1977 (Nr. 104)  |                       |                       | |
| Leonid Ignatjewitsch Beda                                         | Ukrainer                       | 1920          | ?           | Schlachtflieger, Generalleutnant | 26. Okt. 1944             | 29. Juni 1945           |                       |                       | 213 Einsätze im Zweiten Weltkrieg |
| Talgat Jakubekowitsch Begeldinow                                  | Kasache                        | 1922          |             | Schlachtflieger, Oberst | 16. Okt. 1944             | 27. Juni 1945           |                       |                       | 4 Luftsiege in etwa 300 Einsätzen |
| Ahmed Ben Bella                                                   | Algerier                       | 1918          | 2012        | Präsident Algeriens | 30. Apr. 1964             |                         |                       |                       | |
| Georgi Timofejewitsch Beregowoi                                   | Russe (Ukrainer)               | 1921          | 1995        | Schlachtflieger, Generalleutnant, Kosmonaut (1 Einsatz (1968)), Abgeordneter im Obersten Sowjet                                                                           | 26. Okt. 1944 (Nr. 2271)  | 1. Nov. 1968 (Nr. 48)   |                       |                       | 185 Einsätze im Zweiten Weltkrieg, insgesamt 3 Tage im Weltraum (Sojus 3), später Leiter der Kosmonautenausbildung (1972–1987) |
| Michail Sacharowitsch Bondarenko                                  | Ukrainer                       | 1913          | 1947        | Schlachtflieger, Major | 6. Juni 1942              | 24. Mai 1943            |                       |                       | 17 Einsätze im Winterkrieg, 2 Luftsiege bei 230 Einsätzen im Zweiten Weltkrieg |
| Andrei Jegorowitsch Borowych                                      | Russe                          | 1921          | 1989        | Jagdflieger, Generaloberst | 24. Aug. 1943             | 23. Feb. 1945           |                       |                       | 32 Luftsiege (+ an 14 beteiligt) bei 600 Einsätzen im Zweiten Weltkrieg |
| Anatoli Jakowlewitsch Brandis                                     | Ukrainer                       | 1923          | ?           | Schlachtflieger, Generalmajor | 23. Feb. 1945             | 29. Juni 1945           |                       |                       | 228 Einsätze im Zweiten Weltkrieg |
| Timofei Timofejewitsch Chrjukin                                   | Russe                          | 1910          | 1953        | Bomberpilot, Generaloberst | 2. Feb. 1939              | 19. Apr. 1945           |                       |                       | Über 100 Einsätze im spanischen Bürgerkrieg und im chinesisch-japanischen Krieg, im Winterkrieg und im Zweiten Weltkrieg Kommandeur verschiedener Fliegergroßverbände |
| Sergei Prokofjewitsch Denissow                                    | Russe                          | 1909          | 1971        | Jagdflieger, Generalleutnant | 4. Juli 1937              | 21. März 1940           |                       |                       | Einsätze im spanischen Bürgerkrieg und am Chalchin Gol, als Kommandeur im Winterkrieg und im Zweiten Weltkrieg |
| Dawid Abramowitsch Dragunski                                      |                                | 1910          | 1992        | Generaloberst | 23. Sep. 1944 (Nr. 4658)  | 31. Mai 1945 (Nr. 50)   |                       |                       | |
| Wladimir Alexandrowitsch Dschanibekow                             | Russe (Usbeke)                 | 1942          |             | Kosmonaut (5 Einsätze (1978, 1981, 1982, 1984, 1985)) | 16. März 1978 (Nr. 11298) | 30. März 1981           |                       |                       | insgesamt 145 Tage im Weltraum auf den Raumstationen Saljut 6 und Saljut 7, Angehöriger der Ehrenlegion |
| Jewgeni Petrowitsch Fedorow                                       | Russe                          | 1911          | ?           | Fernbomberpilot, Generalmajor | 7. Apr. 1940              | 29. Juni 1945           |                       |                       | 24 Einsätze im Winterkrieg, 178 Einsätze im Zweiten Weltkrieg |
| Anatoli Wassiljewitsch Filiptschenko                              | Russe                          | 1928          | 2022        | Kosmonaut (2 Einsätze (1969, 1974)) | 22. Okt. 1969 (Nr. 10721) | 11. Dez. 1974           |                       |                       | insgesamt 10 Tage im Weltraum (Sojus 7, Sojus 16) |
| Musa Gaisinowitsch Garejew                                        | Baschkirer                     | 1922          | 1987        | Schlachtflieger, Oberst | 23. Feb. 1945 (Nr. 6227)  | 19. Apr. 1945 (Nr. 41)  |                       |                       | 250 Einsätze im Zweiten Weltkrieg |
| Dmitri Borissowitsch Glinka                                       | Ukrainer                       | 1917          | 1979        | Jagdflieger, Oberst | 21. Apr. 1943             | 24. Aug. 1943           |                       |                       | 50 Luftsiege in 300 Einsätzen im Zweiten Weltkrieg |
| Wiktor Wassiljewitsch Gorbatko                                    | Russe                          | 1934          | 2017        | Kosmonaut (3 Einsätze (1969, 1977, 1980)) | 22. Okt. 1969 (Nr. 10723) | 5. März 1977            |                       |                       | insgesamt 30 Tage im Weltraum (Sojus 7, Sojus 24, Sojus 36/37 bzw. Raumstation Saljut 6) |
| Andrei Antonowitsch Gretschko                                     | Russe                          | 1903          | 1976        | Marschall der Sowjetunion, Verteidigungsminister | 1. Feb. 1958 (Nr. 10829)  | 16. Okt. 1973 (Nr. 89)  |                       |                       | |
| Georgi Michailowitsch Gretschko                                   | Russe                          | 1931          | 2017        | Kosmonaut (3 Einsätze (1975, 1977/1978, 1985)) | 12. Feb. 1975 (Nr. 11409) | 16. März 1978           |                       |                       | insgesamt 134 Tage im Weltraum (Sojus 17 und auf den Raumstationen Saljut 6 und Saljut 7) |
| Alexei Alexandrowitsch Gubarew                                    | Russe                          | 1931          | 2015        | Kosmonaut (2 Einsätze (1975, 1978)) | 12. Feb. 1975 (Nr. 11408) | 16. März 1978           |                       |                       | insgesamt 37 Tage im Weltraum (Sojus 17 und Sojus 28), Held der CSSR, Generalmajor der Sowjetischen Seekriegsflotte |
| Alexander Sergejewitsch Iwantschenkow                             | Russe                          | 1940          |             | Kosmonaut (2 Einsätze (1978, 1982)) | 2. Nov. 1978 (Nr. 10748)  | 2. Juli 1982            |                       |                       | insgesamt 147 Tage im Weltraum (Saljut 6 und Sojus T-6), Ritter der Ehrenlegion, später Stellvertretender Direktor bei RKK Energija |
| Alexei Stanislawowitsch Jelissejew                                | Russe                          | 1934          |             | Kosmonaut (3 Einsätze (1969 (2×), 1971)) | 22. Jan. 1969             | 22. Okt. 1969           |                       |                       | insgesamt 8 Tage im Weltraum (Sojus 4/5, Sojus 8, Sojus 10), später Rektor der Staatlichen Technischen Universität Moskau |
| Leonid Denissowitsch Kisim                                        | Ukrainer                       | 1941          | 2010        | Kosmonaut (3 Einsätze (1980, 1984, 1986)) | 10. Dez. 1980 (Nr. 11448) | 2. Okt. 1984            |                       |                       | insgesamt 374 Tage Raumaufenthalt auf Saljut 6 und wechselweise auf Saljut 7 und Mir, später Direktor der Militärischen Ingenieursakademie St. Petersburg |
| Pjotr Iljitsch Klimuk                                             | Belarusse                      | 1942          |             | Kosmonaut (3 Einsätze (1973, 1978, 1978)) | 28. Dez. 1973 (Nr. 10743) | 27. Juli 1975           |                       |                       | insgesamt 78 Tage im Weltraum (Sojus 13, Sojus 18, Sojus 30), später Direktor des Kosmonautentrainingszentrums |
| Wladimir Konstantinowitsch Kokkinaki                              | Russe                          | 1904          | 1985        | Testpilot, Generalmajor | 17. Juli 1938             | 1959                    |                       |                       | |
| Wladimir Michailowitsch Komarow                                   | Russe                          | 1927          | 1967        | Kosmonaut (2 Einsätze (1964, 1967)) | 19. Okt. 1964 (Nr. 11226) | 24. Apr. 1967 (Posthum) |                       |                       | insgesamt 2 Tage im Weltraum (Woschod 1, Sojus 1), starb bei dem ungebremsten Aufschlag des Raumschiffes Sojus 1, erster im Einsatz getöteter Kosmonaut |
| Iwan Stepanowitsch Konew                                          | Russe                          | 1897          | 1973        | Marschall der Sowjetunion, stellvertretender Verteidigungsminister | 29. Juli 1944 (Nr. 4600)  | 1. Juni 1945 (Nr. 55)   |                       |                       | |
| Wladimir Wassiljewitsch Kowaljonok                                | Belarusse                      | 1942          |             | Kosmonaut (3 Einsätze (1977, 1978, 1981)) | 2. Nov. 1978 (Nr. 10747)  | 26. Mai 1981            |                       |                       | insgesamt 216 Tage im Weltraum (Sojus 25 und zwei Langzeitaufenthalte auf der Saljut 6), später Direktor der Ingenieurakademie der Luftstreitkräfte |
| Sydir Kowpak                                                      | Russe (Ukrainer)               | 1887          | 1967        | Partisanenführer, Generalmajor, ukrainischer Politiker | 18. Mai 1942 (Nr. 708)    | 4. Jan. 1944 (Nr. 16)   |                       |                       | |
| Waleri Nikolajewitsch Kubassow                                    | Russe                          | 1935          | 2014        | Kosmonaut (3 Einsätze (1969, 1975, 1980)) | 22. Okt. 1969 (Nr. 10720) | 22. Juli 1975           |                       |                       | insgesamt 18 Tage im Weltraum (Sojus 6, Saljut 6, Teilnehmer am Apollo-Sojus-Test-Projekt (Sojus 19)), später stellvertretender Direktor bei RKK Energija |
| Pawel Stepanowitsch Kutachow                                      | Russe                          | 1914          | 1984        | sowjetischer Jagdflieger, Hauptmarschall der Flieger | 1. Mai 1943 (Nr. 1026)    | 15. Aug. 1984 (Nr. 123) |                       |                       | |
| Walentin Witaljewitsch Lebedew                                    | Russe                          | 1942          |             | Kosmonaut (2 Einsätze (1973, 1982)) | 28. Dez. 1973 (Nr. 10744) | 10. Dez. 1982           |                       |                       | insgesamt 219 Tage im Weltraum, später Direktor des Institutes für Geowissenschaften an der Russischen Akademie der Wissenschaften |
| Dmitri Danilowitsch Leljuschenko                                  | Ukrainer                       | 1901          | 1987        | Generaloberst | 7. Apr. 1940 (Nr. 264)    | 6. Apr. 1945            |                       |                       | |
| Alexei Archipowitsch Leonow                                       | Russe                          | 1934          | 2019        | Kosmonaut (2 Einsätze (1965, 1975)) | 23. März 1965 (Nr. 11243) | 22. Juli 1975           |                       |                       | insgesamt 7 Tage im Weltraum (Woschod 2, Sojus 19), erster Raumspaziergang, Teilnehmer am Apollo-Sojus-Test-Projekt, Raumfahrtkünstler und -autor |
| Wladimir Afanassjewitsch Ljachow                                  | Ukrainer                       | 1941          | 2018        | Kosmonaut (3 Einsätze (1979, 1983, 1988)) | 19. Aug. 1979 (Nr. 11428) | 23. Nov. 1983           |                       |                       | insgesamt 333 Tage im Weltraum |
| Anatoli Wassiljewitsch Ljapidewski                                | Russe                          | 1908          | 1983        | Pilot, Generalmajor der Flieger | 26. Apr. 1934 (Nr. 1)     |                         |                       |                       | Einer der an der Rettung der Cheliuskin-Expedition beteiligten Piloten |
| Oleg Grigorjewitsch Makarow                                       | Russe                          | 1933          | 2003        | Kosmonaut (3 Einsätze (1973, (1975), 1978, 1980)) | 2. Okt. 1973 (Nr. 10738)  | 16. März 1978           |                       |                       | Drei Raumflüge, der Start mit Sojus 18-1 im Jahr 1975 wurde abgebrochen. |
| Juri Wassiljewitsch Malyschew                                     | Russe                          | 1941          | 1999        | Kosmonaut (2 Einsätze (1980, 1984)) | 16. Juni 1980             | 11. Apr. 1984           |                       |                       | |
| Kyrill Semjonowitsch Moskalenko                                   | Russe (Ukrainer)               | 1902          | 1985        | Marschall der Sowjetunion, Oberkommandierender Raketentruppen, stellvertretender Verteidigungsminister                                                                    | 23. Okt. 1943 (Nr. 2002)  | 21. Feb. 1978 (Nr. 105) |                       |                       | |
| Andrijan Grigorjewitsch Nikolajew                                 | Tschuwache                     | 1929          | 2004        | Kosmonaut (2 Einsätze (1962, 1970)), Abgeordneter im Volksdeputiertenkongress                                                                                             | 18. Aug. 1962 (Nr. 11116) | 3. Juli 1970            |                       |                       | dritter Kosmonaut, erste Fernsehübertragung aus dem Weltraum |
| Iwan Dmitrijewitsch Papanin                                       | Russe (Ukrainer)               | 1894          | 1986        | Polarforscher | 27. Juni 1937 (Nr. 37)    | 3. Feb. 1940 (Nr. 3)    |                       |                       | |
| Michail Petrowitsch Petrow                                        | Russe                          | 1898          | 1941        | Generalmajor (Befehlshaber der 50. Armee) | 21. Juni 1937             |                         |                       |                       | Teilnehmer am Spanischen Bürgerkrieg, gefallen im Zweiten Weltkrieg |
| Issa Alexandrowitsch Plijew                                       | Russe (Ossete)                 | 1903          | 1979        | Armeegeneral | 16. Apr. 1944 (Nr. 3648)  | 8. Sep. 1945            |                       |                       | Befehlshaber der Raketentruppen auf Kuba 1962 |
| Leonid Iwanowitsch Popow                                          | Ukrainer                       | 1945          |             | Kosmonaut (3 Einsätze (1980, 1981, 1982)) | 11. Okt. 1980 (Nr. 11446) | 22. Mai 1981            |                       |                       | insgesamt 200 Tage im Weltraum, davon 185 als Teil der vierten Stammbesatzung der Raumstation Saljut 6 |
| Pawel Romanowitsch Popowitsch                                     | Ukrainer                       | 1930          | 2009        | Kosmonaut (2 Einsätze (1962, 1974)) | 19. Aug. 1962             | 20. Juli 1974           |                       |                       | erster ukrainischer und insgesamt der vierte Kosmonaut, erster Gruppenflug zusammen mit Andrijan Nikolajew |
| Konstantin Konstantinowitsch Rokossowski                          | Pole                           | 1896          | 1968        | Marschall der Sowjetunion, Marschall in Polen, polnischer Verteidigungsminister, Generalinspekteur der Streitkräfte, stellvertretender Sowjetischer Verteidigungsminister | 29. Juli 1944 (Nr. 5111)  | 1. Juni 1945 (Nr. 54)   |                       |                       | |
| Nikolai Nikolajewitsch Rukawischnikow                             | Russe                          | 1932          | 2002        | Kosmonaut (3 Einsätze (1971, 1974, 1979)), Physiker | 30. Apr. 1971 (Nr. 10728) | 11. Dez. 1974           |                       |                       | erster ziviler Raumschiffkommandant eines Sojus-Raumschiffes |
| Boris Feoktistowitsch Safonow                                     | Russe                          | 1915          | 1942        | Jagdflieger | 16. Sep. 1941             | 14. Juni 1942 (postum)  |                       |                       | erster zweifacher Held der Sowjetunion im Zweiten Weltkrieg |
| Wiktor Petrowitsch Sawinych                                       | Russe                          | 1940          |             | Kosmonaut (3 Einsätze (1981, 1985, 1988)) | 26. Mai 1981 (Nr. 11456)  | 20. Dez. 1985           |                       |                       | insgesamt 252 Tage im Weltraum, Angehöriger der Stammbesatzung der Raumstationen Saljut 6 und Saljut 7, später Gründungsrektor und Präsident der Universität für Geodäsie und Kartographie in Moskau                                                                              |
| Swetlana Jewgenjewna Sawizkaja                                    | Russin                         | 1948          |             | Kosmonautin (2 Einsätze (1982, 1984)), Testpilotin, Abgeordnete in Oberstem Sowjet und russischer Duma                                                                    | 27. Aug. 1982 (Nr. 11481) | 29. Juli 1984           |                       |                       | zweite Kosmonautin, ein Weltraumausstieg – einzige Frau, die diese Auszeichnung zweifach erhielt |
| Jewgeni Jakowlewitsch Sawizki                                     | Russe                          | 1910          | 1990        | Jagdflieger, Marschall der Flieger | 11. Mai 1944              | 2. Juni 1945            |                       |                       | absolvierte im Zweiten Weltkrieg 216 Einsätze und schoss 22 Flugzeuge ab, Vater der Kosmonautin → Swetlana Sawizkaja |
| Wladimir Alexandrowitsch Schatalow                                | Russe (Kasache)                | 1927          | 2021        | Kosmonaut (3 Einsätze (1969 (zweimal), 1971)) | 22. Jan. 1969 (Nr. 10713) | 22. Okt. 1969 (Nr. 85)  |                       |                       | später Generalmajor der sowjetischen Luftstreitkräfte, Direktor des Kosmonautentrainingszentrums |
| Nikolai Illarionowitsch Semjeiko                                  | Ukrainer                       | 1923          | 1945        | Schlachtflieger | 19. Apr. 1945             | 29. Juni 1945 (postum)  |                       |                       | absolvierte im Zweiten Weltkrieg 227 Kampfeinsätze |
| Witali Iwanowitsch Sewastjanow                                    | Russe                          | 1935          | 2010        | Kosmonaut (2 Einsätze (1970, 1975)), später Duma-Abgeordneter | fehlt                     | fehlt                   |                       |                       | insgesamt 80 Tage im Weltraum, davon 17 an Bord von Sojus 9 und fast 63 an Bord von Sojus 18 / Saljut 4 |
| Nikolai Michailowitsch Skomorochow                                | Russe                          | 1920          | 1994        | Jagdflieger, Marschall der Flieger | 28. Feb. 1945             | 18. Aug. 1945           |                       |                       | absolvierte im Zweiten Weltkrieg als Jagdflieger 605 Einsätze und erzielte 46 Abschüsse sowie acht Gruppenabschüsse |
| Jakow Wladimirowitsch Smuschkewitsch                              | Litauer                        | 1902          | 1941        | Befehlshaber der Luftstreitkräfte | 21. Juni 1937             | 17. Nov. 1939           |                       |                       | Leitete die Luftverteidigung Madrids im Spanischen Bürgerkrieg, Befehlshaber der sowjetischen Luftstreitkräfte im Chalchin-Gol-Konflikt, 1941 erschossen |
| Wladimir Alexejewitsch Solowjow                                   | Russe                          | 1946          |             | Kosmonaut (2 Einsätze (1984, 1986)) | 2. Okt. 1984 (Nr. 11518)  | 16. Juli 1986           |                       |                       | insgesamt 361 Tage im Weltraum und wechselweise Nutzung der Raumstationen Saljut 7 und Mir, später stellvertretender Direktor des ISS-Programms |
| Gennadi Michailowitsch Strekalow                                  | Russe                          | 1940          | 2004        | Kosmonaut (5 Einsätze (1980, (1983), 1983, 1984, 1990, 1995)) | 10. Dez. 1980 (Nr. 11449) | 11. Apr. 1984           |                       |                       | insgesamt 268 Tage im Weltraum, Stammbesatzung der Mir, 1983 erst Start mit Sojus T-8, dann Startabbruch mit Sojus T-10-1, Rückkehr 1995 mit STS-71 |
| Stepan Pawlowitsch Suprun                                         | Ukrainer                       | 1907          | 1941        | Testpilot, Jagdflieger und Oberstleutnant | 20. Mai 1940              | 22. Juli 1941 (postum)  |                       |                       | |
| Semjon Konstantinowitsch Timoschenko                              | Ukrainer                       | 1895          | 1970        | Volkskommissar für Verteidigung zu Beginn des Zweiten Weltkrieges | 7. Mai 1940               | 18. Feb. 1965 (Nr. 46)  |                       |                       | |
| Iwan Danilowitsch Tschernjachowski                                | Ukrainer                       | 1906          | 1945        | Armeegeneral | 17. Okt. 1943 (Nr. 1922)  | 29. Juli 1944           |                       |                       | jüngster Armeegeneral der Roten Armee |
| Wassili Iwanowitsch Tschuikow                                     | Russe                          | 1900          | 1982        | Marschall der Sowjetunion, ZK-Mitglied, Inspekteur des Verteidigungsministers                                                                                             | 1944                      | 1945                    |                       |                       | Chef der SMAD, Oberkommandierender der GSSD |
| Alexander Michailowitsch Wassilewski                              | Russe                          | 1895          | 1977        | Marschall der Sowjetunion, Verteidigungsminister, ZK-Mitglied | 29. Juli 1944 (Nr. 2856), | 8. Sep. 1945 (Nr. 78)   |                       |                       | |
| Wladislaw Nikolajewitsch Wolkow                                   | Russe                          | 1935          | 1971        | Kosmonaut (2 Einsätze (1969, 1971)) | 22. Okt. 1968 (Nr. 10722) | 30. Juni 1971           |                       |                       | starb beim Wiedereintritt von Sojus 11 in die Erdatmosphäre |
| Arseni Wassiljewitsch Woroschejkin                                | Russe                          | 1912          | 2001        | Jagdflieger, Generalmajor der Flieger | 4. Feb. 1944              | 19. Aug. 1944           |                       |                       | |
| Kliment Jefremowitsch Woroschilow                                 | Ukrainer                       | 1881          | 1969        | Marschall der Sowjetunion, Verteidigungsminister, Vorsitzender des Obersten Sowjet (Staatsoberhaupt)                                                                      | 1956                      | 1968                    |                       |                       | |
| Sergei Fjodorowitsch Achromejew                                   | Russe                          | 1923          | 1991        | Marschall der Sowjetunion, Chef des Generalstabes | 1982                      |                         |                       |                       | Berater Gorbatschows |
| Wiktor Michailowitsch Afanassjew                                  | Russe                          | 1948          |             | Kosmonaut (4 Einsätze (1990/1991, 1994, 1999, 2001)) | fehlt                     |                         |                       |                       | insgesamt 546 Tage im Weltraum, Langzeitbesatzung der Mir, 2001 auf der ISS |
| Juri Petrowitsch Artjuchin                                        | Russe                          | 1930          | 1998        | Kosmonaut (1 Einsatz (1974)) | fehlt                     |                         |                       |                       | insgesamt 15 Tage im Weltraum (mit Sojus 14) im Einsatz auf der Raumstation auf Saljut 3 |
| Grigori Jakowlewitsch Bachtschiwandschi                           | Russe                          | 1909          | 1943        | Testpilot | 28. Apr. 1973 (Posthum)   |                         |                       |                       | starb beim Test des Raketenjägers Bolchowitinow BI-1 |
| Georgi Filippowitsch Baidukow                                     | Russe                          | 1907          | 1994        | Pilot, Generaloberst | 24. Juli 1937             |                         |                       |                       | |
| Pawel Iwanowitsch Beljajew                                        | Russe                          | 1925          | 1970        | Kosmonaut (1 Einsatz (1965)) | fehlt                     |                         |                       |                       | insgesamt 1 Tag im Weltraum auf Woschod 2 (zusammen mit Alexei Leonow) |
| Iwan Iwanowitsch Borsow                                           | Russe                          | 1915          | 1974        | Torpedobombenflieger, Marschall | 22. Juli 1944             |                         |                       |                       | 147 Einsätze im Zweiten Weltkrieg, danach Kommandeur verschiedener Seefliegereinheiten |
| Jewgeni Wassiljewitsch Chrunow                                    | Russe                          | 1933          | 2000        | Kosmonaut (1 Einsätze (1969)) | 22. Jan. 1969             |                         |                       |                       | insgesamt 1 Tag im Weltraum, Start mit Sojus 5, nach Umstieg im Weltraum Rückkehr mit Sojus 4 |
| Sergei Alexejewitsch Danilin                                      | Russe                          | 1901          | 1978        | Rekordflieger, Generalleutnant | 1. Sep. 1937              |                         |                       |                       | 1937 Rekord-Fernflug mit Gromow und Jumaschew über den Nordpol in die USA |
| Konstantin Iwanowitsch Dawydow                                    | Russe                          | 1918          | 1949        | Schlachtflieger, Gardemajor | 18. Aug. 1945             |                         |                       |                       | Am 28. Oktober 1949 bei der Überführung einer Jak-11 tödlich verunglückt |
| Michael Petrowitsch Dewjatajew                                    | Russe                          | 1917          | 2002        | Jagdflieger | 15. Aug. 1957             |                         |                       |                       | floh mit einer He-111 aus einem Kriegsgefangenenlager bei der Heeresversuchsanstalt Peenemünde und lieferte Informationen über den Stand der deutschen Raketentechnik |
| Lew Stepanowitsch Djomin                                          | Russe                          | 1926          | 1998        | Kosmonaut (1 Einsatz (1974)) | fehlt                     |                         |                       |                       | insgesamt 2 Tage im Weltraum mit Sojus 15, Kopplung mit der Raumstation Saljut 3 misslang |
| Georgi Timofejewitsch Dobrowolski                                 | Ukrainer                       | 1928          | 1971        | Kosmonaut (1 Einsatz (1971)) | 30. Juni 1971 (Nr. 10729) |                         |                       |                       | insgesamt 23 Tage im Weltraum, starb beim Wiedereintritt von Sojus 11 in die Erdatmosphäre |
| Iwan Wassiljewitsch Doronin                                       | Russe                          | 1903          | 1951        | Pilot, Oberst | 20. Apr. 1934             |                         |                       |                       | Einer der an der Rettung der Cheliuskin-Expedition beteiligten Piloten |
| Lew Michailowitsch Dowator                                        |                                | 1903          | 1941        | General | postum                    |                         |                       |                       | Kommandeur des II. Garde-Kavallerie-Korps, fiel während der Gegenoffensive vor Moskau |
| Alexander Wassiljewitsch Fedotow                                  | Russe                          | 1932          | 1984        | Testpilot | 1966                      |                         |                       |                       | Stellte auf MiG-Flugzeugen 18 Weltrekorde auf, bei der Erprobung der MiG-31 tödlich abgestürzt |
| Juri Alexejewitsch Gagarin                                        | Russe                          | 1934          | 1968        | Kosmonaut (1 Einsatz (1961)) | 14. Apr. 1961 (Nr. 11175) |                         |                       |                       | Erster Mensch im Weltall (1961) |
| Mark Lasarewitsch Gallai                                          | Russe                          | 1914          | 1998        | Testpilot | 1957                      |                         |                       |                       | Testete 124 Flugzeugtypen |
| Nikolai Franzewitsch Gastello                                     | Russe                          | 1907          | 1941        | Bomberpilot, Hauptmann | 26. Juli 1941 (postum)    |                         |                       |                       | |
| Ljona Golikow                                                     | Russe                          | 1926          | 1943        | Partisan | 2. Apr. 1944 (posthum)    |                         |                       |                       | „Pionierheld“ |
| Pawel Sergejewitsch Gratschow                                     | Russe                          | 1948          | 2012        | Kommandeur in Afghanistan, Russischer Verteidigungsminister 1992–1996 | fehlt                     |                         |                       |                       | |
| Walentina Stepanowna Grisodubowa                                  | Ukrainerin                     | 1909          | 1993        | Langstreckenpilotin, später Bomber- und Testpilotin, Abgeordnete im Obersten Sowjet, Oberst                                                                               | 2. Nov. 1938              |                         |                       |                       | Langstreckenweltrekord auf der ANT-37 im Jahr 1938 für Frauen, Flugzeit 26,5h, erzielte mit verschiedenen Besatzungen mehrere Langstreckenflugrekorde für Frauen, zusammen mit Raskowa und Ossipenko als erste Frau ausgezeichnet                                                 |
| Michail Michailowitsch Gromow                                     | Russe                          | 1899          | 1985        | Langstreckenpilot, Generaloberst der Flieger, Abgeordneter im Obersten Sowjet                                                                                             | 28. Sep. 1934             |                         |                       |                       | Langstreckenflugrekord auf der Tupolew ANT-25 über 12411 km im Jahre 1934, später erster Direktor des LII, stellvertretender Kommandierender der Fernfliegerkräfte, zahlreiche weitere Rekorde                                                                                    |
| Wladimir Sergejewitsch Iljuschin                                  | Russe                          | 1927          | 2010        | Testpilot und Generalmajor der Flieger | 1960                      |                         |                       |                       | am 14. Juli 1959 mit einer Suchoi Su-9 (T-431) absoluter Höhenweltrekord für Flugzeuge mit 28.852 m |
| Sigmund Jähn                                                      | Deutscher                      | 1937          | 2019        | Kosmonaut (1 Einsatz, 1978), bis 1990 Generalmajor der NVA, Raumfahrtberater                                                                                              | 3. Sep. 1978 (Nr. 11303)  |                         |                       |                       | erster deutscher Kosmonaut |
| Boris Borissowitsch Jegorow                                       | Russe                          | 1937          | 1994        | Kosmonaut (1 Einsatz, 1964) | 8. Mai 1965               |                         |                       |                       | insgesamt 1 Tag im Weltraum auf Woschod 1, drittjüngster Kosmonaut und erster Arzt im Weltraum (Oktober 1964) |
| Andrei Iwanowitsch Jerjomenko                                     | Ukrainer                       | 1892          | 1970        | Marschall der Sowjetunion, Kandidat des ZK, Deputierter im Obersten Sowjet                                                                                                | 1944                      |                         |                       |                       | Held der ČSSR (Befreiung Prags) |
| Nikolai Petrowitsch Kamanin                                       | Russe                          | 1909          | 1982        | Pilot, Generaloberst der Flieger | 20. Apr. 1934             |                         |                       |                       | Einer (und jüngster) der an der Rettung der Cheliuskin-Expedition beteiligten Piloten, später Generaloberst der Flieger, Leiter der sowjetische Kosmonauten-Ausbildung (1960–1971)                                                                                                |
| Meliton Kantaria                                                  | Georgier                       | 1920          | 1993        | Soldat | 1946                      |                         |                       |                       | wurde zeitweise als derjenige bezeichnet, der am 30. April 1945 die sowjetische Fahne auf dem deutschen Reichstag gehisst haben soll. |
| Marat Iwanawitsch Kasej                                           | Belarusse                      | 1929          | 1944        | Partisanenkämpfer, Kindersoldat, „Pionierheld“ | 8. Mai 1965               |                         |                       |                       | postum; mit 14 Jahren zweitjüngste Person mit dieser Auszeichnung |
| Soja Anatoljewna Kosmodemjanskaja                                 | Russin                         | 1923          | 1941        | Partisanin | 16. Feb. 1942             |                         |                       |                       | postum; Heldin der Sowjetunion im Zweiten Weltkrieg |
| Valentin Kotik                                                    | Ukrainer                       | 1930          | 1944        | Partisan | 27. Juni 1958             |                         |                       |                       | posthum; jüngster Held der Sowjetunion, „Pionierheld“ |
| Ernst Theodorowitsch Krenkel                                      | Russe (Este)                   | 1903          | 1971        | Polarforscher, Funker, Mitglied der geretteten Besatzung der Cheliuskin und der Nordpol-1-Expedition                                                                      | 22. März 1938 (Nr. 73)    |                         |                       |                       | Funkamateur und erster Präsident der Radio-Sport-Vereinigung der Sowjetunion |
| Sergei Konstantinowitsch Krikaljow                                | Russe                          | 1958          |             | Kosmonaut (6 Einsätze (1988/89, 1991/92, 1994, 1998, 2000/01, 2005), Teilnahme an sowjetischen, russischen und amerikanischen Raumfahrtmissionen)                         | fehlt                     |                         |                       |                       | insgesamt 803 Tage im Weltraum, Aufenthalt auf Mir, Space Shuttle und ISS, zeitweise Raumfahrer mit der längsten Gesamtaufenthaltszeit im All, Held der Russischen Föderation |
| Pawel Alexejewitsch Kurotschkin                                   | Russe                          | 1900          | 1989        | Armeegeneral, Befehlshaber auf hohen Kommandoposten (u. a. SMAD, Warschauer Pakt), Leiter Militärakemie, Abgeordneter im Obersten Sowjet                                  | 29. Juni 1945             |                         |                       |                       | |
| Nikolai Sergejewitsch Lazkow                                      |                                |               |             | | fehlt                     |                         |                       |                       | |
| Sigismund Alexandrowitsch Lewanewski                              | Russe                          | 1902          | 1937        | Pilot | 20. Apr. 1934 (Nr.: 4)    |                         |                       |                       | Einer der an der Rettung der Cheliuskin-Expedition beteiligten Piloten, Langstreckenpilot (1936: 19.000 km), bei einem Flug über der Arktis verschollen |
| Nikolai Grigorjewitsch Ljaschtschenko                             | Russe (Sibirier)               | 1910          | 2000        | Armeegeneral, Befehlshaber verschiedener Militärbezirke, ZK-Mitglied, Abgeordneter im Obersten Sowjet                                                                     | 4. Okt. 1990 (Nr. 11628)  |                         |                       |                       | Ehrenbürger Greifswalds |
| Mussa Chiramanowitsch Manarow                                     | Aserbaidschaner                | 1951          |             | Kosmonaut (2 Einsätze (1987/88, 1990/91)) | fehlt                     |                         |                       |                       | insgesamt 541 Tage im Weltraum, Langzeitbesatzung der Mir |
| Alexander Iwanowitsch Marinesko                                   | Ukrainer                       | 1913          | 1963        | Sowjetischer U-Boot-Kommandant | Mai 1990 (Posthum)        |                         |                       |                       | versenkte 1945 die Schiffe Steuben und Wilhelm Gustloff |
| Alexander Matwejewitsch Matrossow                                 | Ukrainer                       | 1924          | 1943        | Soldat | 19. Juni 1943 (Posthum)   |                         |                       |                       | |
| Ramón Mercader                                                    | Spanier                        | 1913          | 1978        | Kommunist und Agent des NKWD | 1940 / 1961 (Nr. 11089)   |                         |                       |                       | ermordete Leo Trotzki |
| Kirill Afanassjewitsch Merezkow                                   | Russe                          | 1897          | 1968        | Marschall der Sowjetunion, Befehlshaber verschiedener Militärbezirke, stellvertretender Verteidigungsminister                                                             | 21. März 1940 (Nr. 242)   |                         |                       |                       | |
| Arnold Meri                                                       | Este                           | 1919          | 2009        | Oberst der Armee | 15. Aug. 1941             |                         |                       |                       | Kommandierender eines Frontabschnitts |
| Erich Mielke                                                      | Deutscher                      | 1907          | 2000        | Minister für Staatssicherheit der DDR, Armeegeneral | 28. Dez. 1987             |                         |                       |                       | |
| Wassili Sergejewitsch Molokow                                     | Russe                          | 1895          | 1982        | Pilot, Generalmajor der Flieger, Abgeordneter im Obersten Sowjet | 20. Apr. 1934             |                         |                       |                       | Einer der an der Rettung der Cheliuskin-Expedition beteiligten Piloten, Beteiligter an der Nordpol-1-Expedition, Generalmajor, Leitende Funktionen in der Zivilluftfahrt, Die Rettung der Mannschaft der Cheliuskin war 1934 Anlass zur Stiftung des Ordens Held der Sowjetunion. |
| Mitrofan Iwanowitsch Nedelin                                      | Russe                          | 1902          | 1960        | Artillerieoffizier | 28. Apr. 1945 (Nr. 5442)  |                         |                       |                       | beteiligt an der Eroberung Wiens, später Hauptmarschall der Artillerie, Oberbefehlshaber der Strategischen Raketentruppen, verstarb bei der Nedelin-Katastrophe |
| Polina Denissowna Ossipenko                                       | Ukrainerin                     | 1907          | 1939        | Pilotin | 2. Nov. 1938              |                         |                       |                       | erzielte mit verschiedenen Besatzungen mehrere Langstreckenflugrekorde für Frauen, zusammen mit Grisodubowa und Raskowa als erste Frau ausgezeichnet |
| Jakow Fedotowitsch Pawlow                                         | Russe                          | 1917          | 1981        | Soldat | 27. Juni 1945             |                         |                       |                       | verteidigte Pawlows Haus in Stalingrad |
| Sina Portnowa                                                     | Russin                         | 1926          | 1944        | Partisanin (Pionierheld(in)) | 1. Juli 1958 (posthum)    |                         |                       |                       | Gehörte während des Zweiten Weltkrieges zu einer Partisanen-Einheit des Komsomol im Gebiet von Witebsk (Belarus). Wurde 1944 bei einem Erkundungs-Einsatz von den Deutschen festgenommen und ermordet.                                                                            |
| Pjotr Maximowitsch Ostapenko                                      | Russe                          | 1928          | 2012        | Testpilot | 26. Apr. 1971             |                         |                       |                       | |
| Wiktor Iwanowitsch Pazajew                                        | Russe (Kasache)                | 1933          | 1971        | Kosmonaut (1 Einsatz (1971)) | 30. Juni 1971 (Nr. 11231) |                         |                       |                       | betrat als erster Mensch eine Raumstation (Saljut 1), starb beim Wiedereintritt von Sojus 11 in die Erdatmosphäre |
| Waleri Wladimirowitsch Poljakow                                   | Russe                          | 1942          | 2022        | Kosmonaut (2 Einsätze (1988/1989, 1994/1995), Arzt) | fehlt                     |                         |                       |                       | Langzeitmission auf der Mir, mit 437 Tagen längster Aufenthalt im All, insgesamt 678 Tage im Weltraum |
| Marina Michailowna Raskowa                                        | Russin                         | 1912          | 1943        | Pilotin, Major | 2. Nov. 1938 (Nr. 106)    |                         |                       |                       | Mehrere Langstreckenflugrekorde für Frauen, zusammen mit Grisodubowa und Ossipenko als erste Frau ausgezeichnet, später Kommandantin eines Bomberregimentes |
| Wassili Grigorjewitsch Saizew                                     | Russe                          | 1915          | 1991        | Soldat | 22. Feb. 1943 (Nr. 801)   |                         |                       |                       | Scharfschütze in Stalingrad |
| Georgi Stepanowitsch Schonin                                      | Ukrainer                       | 1935          | 1997        | Kosmonaut (1 Einsatz (1969)) | fehlt                     |                         |                       |                       | |
| Fritz Schmenkel                                                   | Deutscher                      | 1916          | 1944        | Partisan im Zweiten Weltkrieg | 1964 (Posthum)            |                         |                       |                       | |
| Otto Juljewitsch Schmidt                                          | Belarusse                      | 1891          | 1956        | Geophysiker und Arktisforscher, Mitglied der Akademie der Wissenschaften der UdSSR                                                                                        | 27. Juni 1937             |                         |                       |                       | Organisator von Nordpol-1, befuhr als erster die Nordostpassage |
| Lew Michailowitsch Schilzow                                       | Russe                          | 1928          | 1996        | | fehlt                     |                         |                       |                       | |
| Boris Gawrilowitsch Schpitalny                                    | Russe                          | 1902          | 1972        | Waffenkonstrukteur | 1940                      |                         |                       |                       | konstruierte die SchKAS und SchWAK |
| Anatoli Konstantinowitsch Serow                                   | Russe                          | 1910          | 1939        | Jagdflieger | 2. März 1938              |                         |                       |                       | nahm am Spanischen Bürgerkrieg teil und schoss bei 40 Einsätzen acht Flugzeuge ab |
| Mawriki Trofimowitsch Slepnjow                                    |                                | 1896          | 1965        | Pilot | 20. Apr. 1934             |                         |                       |                       | Einer der an der Rettung der Cheliuskin-Expedition beteiligten Piloten |
| Michail Michailowitsch Somow                                      | Russe                          | 1908          | 1973        | Ozeanologe und Polarforscher | 1951                      |                         |                       |                       | |
| Richard Sorge                                                     | Aserbaidschaner / Deutscher    | 1895          | 1944        | Spion | 1964 (Posthum)            |                         |                       |                       | Deutscher Spion für die Sowjetunion in Japan |
| Josef Wissarionowitsch Stalin                                     | Georgier                       | 1878          | 1953        | Marschall der Sowjetunion, Generalissimus, Generalsekretär der KPdSU, Vorsitzender des Ministerrats der Sowjetunion                                                       | 26. Juni 1945 (Nr. 7931)  |                         |                       |                       | |
| Wiktor Wassiljewitsch Talalichin                                  | Russe                          | 1918          | 1941        | Jagdflieger | 8. Aug. 1941              |                         |                       |                       | rammte bei einem Nachteinsatz einen gegnerischen Bomber |
| Walentina Wladimirowna Tereschkowa                                | Russin                         | 1937          |             | Kosmonautin (1 Einsatz (1963)), Delegierte im Obersten Sowjet der UdSSR, Mitglied des Zentralkomitees der KPdSU, Mitglied im Präsidium des Obersten Sowjets               | fehlt                     |                         |                       |                       | Erste Frau im Weltraum |
| German Stepanowitsch Titow                                        | Russe (Sibirier)               | 1935          | 2000        | Kosmonaut (1 Einsatz (1961)) | 9. Aug. 1961              |                         |                       |                       | zweiter Kosmonaut, jüngster Kosmonaut, Ehrenbürger Leipzigs |
| Wladimir Georgijewitsch Titow                                     | Russe (Sibirier)               | 1947          |             | Kosmonaut (4 Einsätze (1983, 1987/88, 1995, 1997)) | fehlt                     |                         |                       |                       | insgesamt 387 Tage im Weltraum, Langzeitaufenthalt von 366 Tagen auf der Mir, zwei Flüge mit dem Space Shuttle |
| Fjodor Iwanowitsch Tolbuchin                                      | Russe                          | 1894          | 1949        | Marschall der Sowjetunion, Delegierter im Obersten Sowjet | 7. Mai 1965 (Posthum)     |                         |                       |                       | |
| Waleri Pawlowitsch Tschkalow                                      | Russe                          | 1904          | 1938        | Testpilot | 20. Juli 1936             |                         |                       |                       | erzielte mit verschiedenen Besatzungen Langstreckenflugrekorde (63h Flugzeit, 12.000 km Non-Stop-Flug) |
| Walter Ulbricht                                                   | Deutscher                      | 1893          | 1973        | Politiker der DDR | 29. Juni 1963             |                         |                       |                       | |
| Konstantin Andrejewitsch Werschinin                               | Russe                          | 1900          | 1973        | Pilot, Hauptmarschall der Flieger, ZK-Mitglied, Delegierter im Obersten Sowjet, zeitweise Oberbefehlshaber der sowjetischen Luftstreitkräfte                              | 19. Aug. 1944             |                         |                       |                       | |
| Michail Wassiljewitsch Wodopjanow                                 | Russe                          | 1899          | 1980        | Pilot | 20. Apr. 1934             |                         |                       |                       | Einer der an der Rettung der Cheliuskin-Expedition beteiligten Piloten (u. a. mit Kamanin), außerdem als Pilot Beteiligter an der Expedition Nordpol-1, später Bomberpilot, Generalmajor und Schriftsteller.                                                                      |
| Boris Walentinowitsch Wolynow                                     | Russe (Sibirier)               | 1934          |             | Kosmonaut (2 Einsätze (1969, 1976)) | 22. Jan. 1969             |                         |                       |                       | |
| Kusma Demidowitsch Wyssozki                                       | Ukrainer                       | 1911          | 1940        | Offizier | 15. Jan. 1940             |                         |                       |                       | Namensgeber der Stadt Wyssozk |
| Nikolai Nikolajewitsch Melnik                                     | Ukrainer                       | 1953          | 2013        | Pilot | 6. Okt. 1987 (Nr. 11561)  |                         |                       |                       | war 1986 bei der Reaktorkatastrophe von Tschernobyl im Einsatz |
| Abd al-Hakim Amr                                                  | Ägypter                        | 1919          | 1967        | ägyptischer General | 13. Mai 1964              |                         |                       |                       | |
| Abdul Ahad Momand                                                 | Afghane                        | 1959          |             | afghanischer Kosmonaut | 7. Sep. 1988 (Nr. 11584)  |                         |                       |                       | |
| Sergei Nikolajewitsch Anochin                                     | Russe                          | 1910          | 1986        | Testpilot | 3. Feb. 1953 (Nr. 10865)  |                         |                       |                       | |
| Otakar Jaroš                                                      | Tscheche                       | 1912          | 1943        | Offizier | 17. Apr. 1943             |                         |                       |                       | erster ausgezeichneter Ausländer |
| Ljudmila Michailowna Pawlitschenko                                | Ukrainerin                     | 1916          | 1974        | Scharfschützin, Major | 25. Okt. 1943 (Nr. 1218)  |                         |                       |                       | 309 bestätigte tödliche Treffer |
| Marcel Lefevre                                                    | Franzose                       | 1918          | 1944        | Pilot des Jagdfliegergeschwaders Normandie-Njemen | 4. Juni 1944              |                         |                       |                       | |
| Leonid Petrowitsch Telyatnikov                                    | Kasache                        | 1951          | 2004        | Feuerwehroffizier | 25. Sep. 1986             |                         |                       |                       | Telyatnikov leitete die 2. Paramilitärische Feuerwehr- und Rettungseinheit, die als Betriebsfeuerwehr im Kernkraftwerk Tschernobyl tätig war und koordinierte die Löscharbeiten nach der Nuklearkatastrophe von Tschernobyl.                                                      |
| Viktor Mykolayovych Kibenok                                       | Kasache                        | 1963          | 1986        | Feuerwehroffizier | 25. Sep. 1986             |                         |                       |                       | Kibenok leitete die 6. Paramilitärische Feuerwehr- und Rettungseinheit und befehligte deren Einsatz unmittelbar nach der Nuklearkatastrophe von Tschernobyl. |
| Vladimir Pavlovych Pravik                                         | Ukrainer                       | 1962          | 1986        | Feuerwehroffizier | 25. Sep. 1986             |                         |                       |                       | Pravik bekleidete den Rang eines Gruppenkommandanten in der 2. Paramilitärischen Feuerwehr- und Rettungseinheit. Während der Nuklearkatastrophe von Tschernobyl wurde er bei Brandbekämpfung auf dem Reaktordach tödlich verstrahlt.                                              |
| Fjodor Grigorjewitsch Katkow                                      | Russe                          | 1901          | 1992        | Generalleutnant | 8. Sep. 1945 (Nr. 518)    |                         |                       |                       | |
| Jefim Grigorjewitsch Puschkin                                     | Russe                          | 1899          | 1944        | Generalleutnant | 9. Nov. 1941 (Nr. 622)    |                         |                       |                       | |
| Alexei Grigorjewitsch Rodin                                       | Russe                          | 1902          | 1955        | Generaloberst | 7. Feb. 1943 (Nr. 783)    |                         |                       |                       | |
| Iwan Timofejewitsch Schljomin                                     | Russe                          | 1898          | 1969        | Generalleutnant | 1. Juli 1945 (Nr. 4995)   |                         |                       |                       | |
| Michail Nikolajewitsch Scharochin                                 | Russe                          | 1898          | 1974        | Generaloberst | 28. Apr. 1945 (Nr. 5433)  |                         |                       |                       | |
| Sergei Kondratjewitsch Gorjunow                                   | Russe                          | 1899          | 1967        | Generaloberst | 28. Apr. 1945 (Nr. 7292)  |                         |                       |                       | |
| Semjon Pawlowitsch Iwanow                                         | Russe                          | 1907          | 1993        | Armeegeneral | 8. Sep. 1945 (Nr. 7775)   |                         |                       |                       | |
| Wladimir Karpowitsch Pikalow                                      | Russe                          | 1924          | 2003        | Generaloberst, Chemische Truppen der UdSSR | 24. Dez. 1986             |                         |                       |                       | Für seinen großen Beitrag zum erfolgreichen Abschluss der Liquidierung des Unfalls von Tschernobyl und zur Beseitigung seiner Folgen. |
| Dmitri Michailowitsch Karbyschew                                  | Russe                          | 1880          | 1945        | Generalleutnant | 16. Aug. 1946             |                         |                       |                       | |
| Pawel Michailowitsch Plotnikow                                    | Russe                          | 1917          | 2015        | Generalleutnant | 29. Juni 1945 (Nr. 7481)  |                         |                       |                       | |
| Ludvík Svoboda                                                    | Tscheche                       | 1895          | 1979        | 1945 Armeegeneral 1955 Leiter der Militärakademie „Klement-Gottwald“ 1968–1975 Präsident der ČSSR                                                                         | 24. Nov. 1965 (Nr. 10708) |                         |                       |                       | |
| Iwan Pawlowitsch Rosly                                            |                                | 1902          | 1980        | Generalleutnant | 21.03.1940 (Nr. 115)      |                         |                       |                       | |
| Irina Sebrowa                                                     |                                | 1914          | 2000        | Oberleutnant | 23.02.1945 (Nr. 4856)     |                         |                       |                       | für die vorbildliche Erfüllung der Kampfeinsätze, den Mut, die Tapferkeit und die Heldentaten im Kampf gegen die deutschen faschistischen Eindringlinge (siehe Nachthexen) |